# أثير داود سلمان الغريري
أثير داود سلمان الغريري (1976 - ) هو وزير التجارة العراقي في حكومة محمد شياع السوداني، صوّتَ له مجلس النواب العراقي في 27 تشرين الأول/أكتوبر 2022.

## أعماله
- وزير التجارة: 27 تشرين الأول 2022 - .
- مدير عام الشركة العامة لتصنيع الحبوب (2021_2022)
- مدير عام الشركة العامة للأسواق المركزية (2020_2021)
- معاون مدير عام التخطيط والمتابعة (2018_2020)
- معاون مدير الشركة العامة للتجارة المواد الغذائية (2008_2018)
- مستشار الشركة العامة لتجارة المواد الغذائية (2001_2004)[1]